# Коларийские языки
Коларийские языки (Коларии) — термин, введённый британским этнографом Джорджем Кемпбеллом в 1860-х годах для обозначения особой семьи языков и нескольких народов Центральной Индии, имевших общие неарийские этнологические черты (чёрный или тёмный цвет кожи, широкие плоские носы и т. д.) и говоривших на родственных между собой языках, не имевших ничего общего ни с новоиндийскими языками (выходцами из санскрита), ни с дравидийскими.

## Происхождение термина
В основе слова «коларии» — туземное прозвище «Коль», данное некоторым из этих племён другими, окружавшими их, и представлявшее бранную, презрительную кличкум.

## Племена
Коларии населяли Индию до прихода арийцев и дравидийцев. В Индию коларии, предположительно, попали из Тибета, но, отрезанные в течение ряда веков (может быть, тысячелетий) от предполагаемых среднеазиатских родичей, сохранили лишь слабые намёки на общее родство. Есть и другая гипотеза, высказанная фон-дер Габеленцем в его «Die Sprachwissenschaft» (Лейпциг, 1891), что коларийские языки родня австралийским.
К началу XX века насчитывалось около 3 милл. колариев в горах Виндия, малорослых и тёмного цвета. Этнологическое взаимное сходство разных колариев не особенно велико, так что известный индийский этнограф Далтон («Descriptive Ethnology of Bengal», Калькутта, 1872) отмечал значительные отличия между типами различных племён колариев: санталы (язык сантали), мунды (язык мундари), хо (язык хо) и т. д.
К началу XX века стало принято считать коларийские языки самостоятельной семьёй, занимающей гористые части Бенгала, Мадраса и Центральную Индию. Коларии перемешаны с арийскими индусами и дравидийскими племенами, из которых некоторые долго считались за колариев (гонды, кхонды, ораоны, раджмагали). Около двух миллионов их сохранили свой коларийский язык. В этнологическом отношении колариев больше, но некоторые из коларийских племён, сохраняя этнологический коларийский тип, приняли уже другой, не коларийский язык; таковы племена бхиль в Кандеше, Мальве и Раджпутане, бхар, бхуя и т. д., принявшие хинди. В начале XX века уже предполагалось, что другим оставалось недолго ещё говорить на своём природном языке.

## Языковые характеристики
Подобно дравидийским языкам, коларийские в морфологическом отношении принадлежат к агглютинирующим языкам, хотя характер агглютинации у них иной, чем у дравидов.
Были установлены девять групп коларийских наречий:
- 1) Сантали — самый развитой и красивый из коларийских языков, представляющий четыре диалекта. Число говорящих на нём в 1872 году доходило до 1 миллиона.
- 2) Мундари, Бхумидж, Хо (Коль). Число мундари (по Далтону) в 1872 г. равнялось приблизительно 400 тысячам, Бхумидж до 300 тысяч, Хо или Ларка-Коль около 150 тысяч. Число диалектов этой группы довольно велико; один из них — Манкипати, самый чистый, менее всех прочих заимствовал из новоиндийских языков (хинди и т. д.) и вполне понятен для всех членов данной группы.
- 3) Кхарья[англ.]
- 4) Джуанг. Кхарья и Джуанг близко родственны друг другу.
- 5) Корва;
- 6) Корку. Корва и Корку (Кур), представляют собой лишь незначительные и отрезанные от других колариев островки. Они, вероятно, были оторваны от санталей уже многие века, поэтому не сохранили никаких преданий о своём общем происхождении из одного источника. Тем не менее, язык курку до сих пор очень близок к сантали.
- 7) Сора (Савара) — также занимает изолированное положение народ Савара, некогда многочисленный и упоминавшийся Плинием и Птолемеем, а к началу XX века превратившийся в бедное бродячее племя дровосеков в северной части Мадрасской провинции и Одише (Ориссе).
- 8) Мехто — очень мало сведений.
- 9) Гадаба[англ.] — племя Гадаба, или Гудба, жило к началу XX века в восточной части Бустара в центральных провинциях и Джайпуре, вассальном государстве к северу от Мадрасской провинции. Со всех сторон было окружено дравидами. Гласфорд (Glasford)[3] составил словарь их языка, из которого очевидно его родство с языками курку, коль (хо) и сантали. Это же племя найдено в Гуддапурских горах в Ганджамском округе провинции Мадрас. Гадаба — язычники. В отчёте о переписи в Мадрасе[4] они соединены с другим племенем Керан-Капус, говорящим на том же языке.[1]

Роберт Каст («A sketch of the modern languages of the East Indies», Лондон, 1878) причислял к коларийским языкам ещё язык племени маль-пахарья (Mal-pahària) или Ная-Думка, жившего в горах Рамгурха и Бирбхумском округе Бенгала, но, кажется, напрасно.